# Sikatuna
Sikatuna é um município de  quinta classe de renda municipal (d) na província Bohol, nas Filipinas. De acordo com o censo de 1 de maio  de  2020 possui uma população de 6 906 pessoas e 1 712 domicílios.